# Lijst van gemeenten in het departement Morbihan
Hieronder volgt een lijst van de 261 gemeenten (communes) in het Franse departement Morbihan (departement 56).

## A
Allaire
- Ambon
- Arradon
- Arzal
- Arzon
- Augan
- Auray

## B
Baden
- Bangor
- Baud
- Béganne
- Beignon
- Belz
- Berné
- Berric
- Bieuzy
- Bignan
- Billiers
- Billio
- Bohal
- Le Bono
- Brandérion
- Brandivy
- Brech
- Bréhan
- Brignac
- Bubry
- Buléon

## C
Caden
- Calan
- Camoël
- Camors
- Campénéac
- Carentoir
- Carnac
- Caro
- Caudan
- La Chapelle-Caro
- La Chapelle-Gaceline
- La Chapelle-Neuve
- Cléguer
- Cléguérec
- Colpo
- Concoret
- Cournon
- Le Cours
- Crach
- Crédin
- Le Croisty
- Croixanvec
- La Croix-Helléan
- Cruguel

## D
Damgan

## E
Elven
- Erdeven
- Étel
- Évriguet

## F
Le Faouët
- Férel
- Les Forges
- Les Fougerêts

## G
La Gacilly
- Gâvres
- Gestel
- Glénac
- Gourhel
- Gourin
- Grand-Champ
- La Grée-Saint-Laurent
- Groix
- Guégon
- Guéhenno
- Gueltas
- Guémené-sur-Scorff
- Guénin
- Guer
- Guern
- Le Guerno
- Guidel
- Guillac
- Guilliers
- Guiscriff

## H
Helléan
- Hennebont
- Le Hézo
- Hoëdic

## I
Île-d'Houat
- Île-aux-Moines
- Île-d'Arz
- Inguiniel
- Inzinzac-Lochrist

## J
Josselin

## K
Kerfourn
- Kergrist
- Kernascléden
- Kervignac

## L
Landaul
- Landévant
- Lanester
- Langoëlan
- Langonnet
- Languidic
- Lanouée
- Lantillac
- Lanvaudan
- Lanvénégen
- Larmor-Baden
- Larmor-Plage
- Larré
- Lauzach
- Lignol
- Limerzel
- Lizio
- Locmalo
- Locmaria
- Locmaria-Grand-Champ
- Locmariaquer
- Locminé
- Locmiquélic
- Locoal-Mendon
- Locqueltas
- Lorient
- Loyat

## M
Malansac
- Malestroit
- Malguénac
- Marzan
- Mauron
- Melrand
- Ménéac
- Merlevenez
- Meslan
- Meucon
- Missiriac
- Mohon
- Molac
- Monteneuf
- Monterblanc
- Monterrein
- Montertelot
- Moréac
- Moustoir-Ac
- Moustoir-Remungol
- Muzillac

## N
Naizin
- Néant-sur-Yvel
- Neulliac
- Nivillac
- Nostang
- Noyal-Muzillac
- Noyalo
- Noyal-Pontivy

## P
Le Palais
- Péaule
- Peillac
- Pénestin
- Persquen
- Plaudren
- Plescop
- Pleucadeuc
- Pleugriffet
- Ploemel
- Ploemeur
- Ploërdut
- Ploeren
- Ploërmel
- Plouay
- Plougoumelen
- Plouharnel
- Plouhinec
- Plouray
- Pluherlin
- Plumelec
- Pluméliau
- Plumelin
- Plumergat
- Pluneret
- Pluvigner
- Pontivy
- Pont-Scorff
- Porcaro
- Port-Louis
- Priziac

## Q
Quelneuc
- Questembert
- Quéven
- Quiberon
- Quily
- Quistinic

## R
Radenac
- Réguiny
- Réminiac
- Remungol
- Riantec
- Rieux
- La Roche-Bernard
- Rochefort-en-Terre
- Le Roc-Saint-André
- Rohan
- Roudouallec
- Ruffiac

## S
Le Saint
- Saint-Abraham
- Saint-Aignan
- Saint-Allouestre
- Sainte-Anne-d'Auray
- Saint-Armel
- Saint-Avé
- Saint-Barthélemy
- Saint-Brieuc-de-Mauron
- Sainte-Brigitte
- Saint-Caradec-Trégomel
- Saint-Congard
- Saint-Dolay
- Saint-Gérand
- Saint-Gildas-de-Rhuys
- Saint-Gonnery
- Saint-Gorgon
- Saint-Gravé
- Saint-Guyomard
- Sainte-Hélène
- Saint-Jacut-les-Pins
- Saint-Jean-Brévelay
- Saint-Jean-la-Poterie
- Saint-Laurent-sur-Oust
- Saint-Léry
- Saint-Malo-de-Beignon
- Saint-Malo-des-Trois-Fontaines
- Saint-Marcel
- Saint-Martin-sur-Oust
- Saint-Nicolas-du-Tertre
- Saint-Nolff
- Saint-Perreux
- Saint-Philibert
- Saint Pierre Quiberon
- Saint-Servant
- Saint-Thuriau
- Saint-Tugdual
- Saint-Vincent-sur-Oust
- Sarzeau
- Sauzon
- Séglien
- Séné
- Sérent
- Silfiac
- Le Sourn
- Sulniac
- Surzur

## T
Taupont
- Théhillac
- Theix
- Le Tour-du-Parc
- Tréal
- Trédion
- Treffléan
- Tréhorenteuc
- La Trinité-Porhoët
- La Trinité-sur-Mer
- La Trinité-Surzur

## V
Vannes
- La Vraie-Croix